# Henri de Marsay
O conde Henri de Marsay (nascido entre 1792 e 1796, morto em 1834) é um personagem da Comédia Humana de Honoré de Balzac. Filho natural de lord Dudley, ele se torna "de Marsay" quando seu pai casa sua mãe com o velho conde de Marsay.
Henri possui cem mil francos de renda à idade de dezesseis anos (Autre étude de femme). Ele passa o tempo disperdiçando dinheiro, o seu e o de suas amantes (entre elas Delphine de Nucingen, nascida Goriot), que ele arruína.
Aparece pela primeira vez em La fille aux yeux d'or, terceira parte da Histoire des Treize, na qual ele tenta raptar Paquita à Marquesa de San-Réal, que é, em realidade, a filha de lord Dudley, e, portanto, sua irmã.
Ele faz parte dos dandis-arrivistas, “jovem lobo com dentes longos”, e da terrível associação dos Treze, espécie de franco-maçonaria que dá grandes poderes a seus membros.
Este personagem também é protagonista do filme La fille aux yeux d'or, livremente inspirado no romance homônimo de Balzac.